# Ostodolepididae
Ostodolepididae es un grupo extinto de lepospóndilos que vivieron a comienzos del período Pérmico, en lo que hoy son los Estados Unidos y Europa. Está representado por los géneros Pelodosotis, Ostodolepis, Micraroter, Nannaroter y Tambaroter.

## Biogeografía
Se han descubierto especímenes fósiles que datan del Sakmariense (Pérmico inferior) en la formación Tambach de Alemania. El otro registro de aquella edad corresponde a Nannaroter mckenziei, descubierto en Oklahoma. Los otros especímenes pertenecen a edad tempranas del Kunguriense de Oklahoma y Texas. La presencia de los especímenes más antiguo del grupo en el este y oeste de Europa y Norteamérica indican que el grupo tuvo una extensa historia geológica.  